# BMW M47
BMW M47 — рядный четырёхцилиндровый дизельный двигатель производства компании BMW, выпускаемый с 1998 по 2007 год.
Помимо автомобилей BMW применялся также:
- 1999—2004 Rover 75 CDT
- 2004—2005 Rover 75 CDTi
- 2001—2006 Land Rover Freelander

| Модификация | Объём | Мощность, крутящий момент@обороты        | Максимальные обороты | Год  |
| ----------- | ----- | ---------------------------------------- | -------------------- | ---- |
| M47D20      | 1951  | 116 л.с.(85 кВт)@4000, 265 Нм@1750       | 4750                 | 1998 |
| M47D20      | 1951  | 136 л.с.(100 кВт)@4000, 280 Нм@1750      | 4750                 | 1998 |
| M47TUD20    | 1995  | 116 л.с.(85 кВт)@4000, 280 Нм@1750       | 4750                 | 2001 |
| M47TUD20    | 1995  | 148 л.с.(110 кВт)@4000, 300 Нм@2000-2500 | 4750                 | 2001 |
| M47TU2D20   | 1995  | 121 л.с.(90 кВт)@4000, 280 Нм@2000       | 4750                 | 2004 |
| M47TU2D20   | 1995  | 163 л.с.(120 кВт)@4000, 340 Нм@2000-2750 | 4750                 | 2004 |

## Модификации двигателя
Двигатель M47 разрабатывался как преемник 1.7 литрового дизельного двигателя M41, который использовался во второй половине 1990-х. При разработке двигателя применялись также наработки от четырехцилиндрового бензинового мотора M43 (например применяемый диаметр поршней 84 мм.) По мере выпуска двигателя в его конструкцию вносились многочисленные изменения, однако основные характерные черты сохранялись неизменными:
- рядная четырёхцилиндровая конструкция
- два распредвала в головке двигателя
- 4 клапана на цилиндр

### M47D20
Хронологически первой версией двигателя представленной в 1999 году был M47D20. Диаметр поршня 84, ход поршня 88, объем 1951 см³, прямой впрыск.
Менее мощная версия оснащалась турбиной с интеркулером и развивала 116 л.с на 4000 об/м и крутящий момент 265 Нм на 1750 об/м. Этот двигатель применялся на:
- BMW 318d (2001–2003)
- Rover 75 CDT (1999-2002)

Более мощная версия с турбиной с изменяемой геометрией и интеркулером развивала мощность 136 л.с. на 4000 об/м, и крутящий момент 280 Нм на 1750 об/м. Этот двигатель применялся на:
- BMW 320d E46 (1999 -2001)
- BMW 520d E39 (2000-2003)
- Rover 75 CDTi (2002 -2005)

### M47TUD20
Усовершенствованная версия двигателя (TU - Technical Update). Ход поршня увеличен с 88 до 90 мм (объем двигателя вырос с 1951 до 1995). Также вместо традиционного электронно-управляемого насоса высокого давления применена более совершенная технология common-rail. Чтобы снизить уровень вибраций в двигателе применялись два балансировочных вала. Для этого двигателя также существовало две модификации.
Двигатель с обычной турбиной и интеркулером развивал мощность 116 л.с. на 4000 об/м как и в соответствующем M47D20, однако крутящий момент вырос с 265 до 280 Нм на 1750 об/м. Двигатель применялся на:
- BMW 318d E46 (2003-2005)
- BMW 318td E46 Compact (2003-2005)

Модификация с турбиной с изменяемой геометрией развивала мощность 148 л.с. на 4000 об/м и крутящий момент 300 Нм на 2000-2500 об/м. Двигатель применялся на:
- BMW 320d E46 (2001-2005)
- BMW 320td E46 Compact (2001-2005)
- BMW 320Cd E46 Coupe(2003-2006)
- BMW X3 2.0d E83 (2004 -2007)

### M47TU2D20
Следующая большая модернизация произошла в 2004 году и вновь двигатель был представлен в двух модификациях.
Вариант с обычной турбиной развивал 121 л.с на 4000 об/м и крутящий момент 280 Нм на 2000 об/м.
- BMW 118d E87 (2004-07)
- BMW 318d E90/E91 (2005-07)

Вариант с турбиной с изменяемой геометрией развивал 163 л.с на 4000 об/м и крутящий момент 340 Нм в диапазоне 2000-2750 об/м
- BMW 120d E87 (2004-07)
- BMW 320d E90/E91 (2005-07)
- BMW 520d E60/E61 (2005-07)

Во второй половине 2007 на смену этому двигателю был разработан новый мотор N47.